# ロバート・J・シャッセル
ロバート・J・シャッセル (英: Robert "Bob" Chassell )は、フリーソフトウェア財団 (FSF) の創設メンバーの一人である。

## 生涯
シャッセルは1946年8月22日、バーモント州ベニントンで生まれ、ケンブリッジ大学ピーターハウス校で経済学を専攻した。
1985年、FSFの創設理事の一人となり、理事を務めながらFSFの会計も担当した 。また、リチャード・ストールマンとともにGNUの Texinfo ドキュメンテーションシステムを立ち上げた。
FSFを離れた後、自由ソフトウェアに関する専任の講演者となった。2010年に進行性核上性麻痺 (PSP) と診断され、2017年6月30日に亡くなった。
シャッセルは本を数冊執筆している。
- Chassell, Robert J. (2003). Software Freedom: An Introduction. Boston: GNUpress. ISBN 1-882114-95-7
- Chassell, Robert J. (2004). An introduction to Programming in Emacs Lisp. Boston: GNUpress. ISBN 1-882114-56-6